# Okhotigone sounkyoensis
Okhotigone sounkyoensis là một loài nhện trong họ Linyphiidae.
Loài này thuộc chi Okhotigone. Okhotigone sounkyoensis được Kendo Saito miêu tả năm 1986.